# Elementär funktion
En elementär funktion är inom matematiken en funktion som kan uttryckas med ändligt många algebraiska operationer (+, −, ×, ÷), konstanter, exponentialfunktionen, den naturliga logaritmen, sammansättningar av elementära funktioner, samt inverser till elementära funktioner.
Till de enklaste exemplen på elementära funktioner hör polynom och rationella funktioner. Även de trigonometriska och hyperboliska funktionerna med inverser är elementära, eftersom de kan uttryckas med hjälp av exponentialfunktionen och den naturliga logaritmen för komplexa tal. 
Elementära funktioner är relativt enkla att analysera och beräkna. Exempelvis är derivatan av en elementär funktion alltid en elementär funktion, men omvändningen gäller inte: den primitiva funktionen till en elementär funktion är inte nödvändigtvis elementär.